# Uffici della Curia romana
Gli uffici della Curia romana sono i 3 organismi curiali che garantiscono un funzionamento ordinato delle varie strutture a disposizione della Santa Sede e del pontefice.
Tali sono: la Prefettura della casa pontificia, che assiste il pontefice in Vaticano e negli spostamenti in Italia, l'Ufficio delle celebrazioni liturgiche del sommo pontefice e il Camerlengo di Santa Romana Chiesa.